# Національна дорога 32 (Польща)
Національна дорога 32 (DK32) — національна дорога класу GP, довжиною приблизно 154 км, що проходить через Любуське та Великопольське воєводства, веде від кордону з Німеччиною в Губінек біля Губіна до Стешева. На місцевому рівні вона служить кільцевою дорогою для міст, через які вона проходить. Швидкісна дорога S3 проходить 14-кілометровою ділянкою. З'єднує Познанську агломерацію з Зелено-Гурською агломерацією та польсько-німецьким кордоном.
На ділянці Граново — Стриково (від Граново до залізничного переїзду на лінії Познань — Вольштин — Сулехув) знаходилась ділянка дороги аеропорту «Граново». Ця ділянка була реконструйована в 2009 році. Проїжджу частину з 4 смугами руху (по 2 в кожному напрямку) переробили на ділянку з 3 смугами руху (2+1). Додали автобусні відсіки, ліві повороти та зробили велику кількість світловідбиваючих елементів. Це дорога класу GP (основна дорога для прискореного руху).
На окремих ділянках проїжджа частина з узбіччям (асфальтом) має довжину 8-9 метрів, але на більшій частині — 7 метрів. Ділянку між Жодинем і Карговою було відбудовано, а дорогу розширено з 6 до 8 метрів (включно з 0,5-метровими смугами з обох боків). Ділянка Вольштин — Раконєвіце була перебудована за тим самим стандартом.
У Вольштині з обох боків міста збудовано великі кільцеві розв'язки, щоб оптимізувати рух (особливо транзитний) у бік Нової Сулі (на захід від міста) та в бік автомагістралі А2 (на північний схід від міста).
Вздовж дороги, невеликими ділянками, є велосипедні доріжки, відокремлені від вінців дороги (навколо Вольштина, Раконєвіце — Джималово, Рухоціце та Гродзиська Великопольського). Заплановане в останні роки будівництво об'їзної дороги Каргова найближчим часом не буде реалізовано.

## Міста вздовж маршруту 32

### Любуське воєводство
- Ґубінек — кордон з Німеччиною
- Ґубін — кільцева дорога
- Бжузька
- Кросно-Оджанське — кільцева дорога
- Домб'є (DK29)
- Плав
- Гронув
- Лаґув
- Леснюв-Великий
- Зелена Гура (S3, DK27) — кільцева дорога
- Сулехув (S3) — кільцева дорога
- Каліска
- Хвалім
- Карґова

### Великопольське воєводство
- Копаниця — планується об'їзд
- Жодинь — планована об'їзна[4][5]
- Поводово
- Вольштин — кільцева дорога міста
- Ростажево
- Раконевиці
- Рухочіце
- Гродзиськ-Велькопольський — кільцева дорога
- Пташково
- Котово
- Граново
- Стриково — об'їзна запланована згідно з Програмою будівництва 100 об'їзних доріг на 2020—2030 рр.
- Стриково
- Стеншев (S5)